# Surveillance Detection Unit
Surveillance Detection Unit est un service de renseignements des États-Unis à l'étranger chargée de surveiller le personnel et les propriétés du gouvernement américain par le biais du réseau d’ambassades, missions, consulats ou légations américaines dans le monde, pour détecter la surveillance des terroristes et les dénoncer au service de sécurité du pays hôte.

## Mode opératoire
Les données recueillies par le SDU sont traitées et classifiées à Washington dans le système informatique Simas (Security Incident Management Analysis System), la banque de données de l'anti-terrorisme américain.